# Thorpe Bulmer
Thorpe Bulmer var en civil parish från 1866 till 1936 då den blev en del av Monk Hesleden och Hartlepool, i grevskapet Durham, i England. Civil parish var belägen 19 km från Durham och hade 37 invånare år 1931.